# Вељко Влаховић
Велимир Вељко Влаховић (Трмање, код Колашина, 2. септембар 1914 — Женева, 7. март 1975) био је учесник Шпанског грађанског рата и Народноослободилачке борбе, друштвено-политички радник СФРЈ и СР Црне Горе, јунак социјалистичког рада и народни херој Југославије.

## Биографија
Рођен је 2. септембра 1914. у селу Трмање, код Колашина. Његов отац је био капетан прве класе Милинко Влаховић (1881—1930), командант Ровачког батаљона Војске Краљевине Црне Горе, a после њене капитулације, заједно са братом Тошком Влаховићем (1890—1917), један од вођа Јабланичко-Топличком устанку 1917. године.
Основну школу је завршио у родном месту, а гимназију у Подгорици и Београду. Студирао је машинство на Техничком факултету у Београду, на Чешком техничком универзитету у Прагу, на Сорбони у Паризу и дипломирао на Московском државном универзитету Ломоносов.
Веома се рано, још као средњошколац, укључио у раднички покрет. У Београду је 1932. године изабран за секретара Удружења средњошколаца београдских гимназија, које је тада било језгро револуционарног, средњошколског покрета.
Ступајући на студије машинства на Техничком факултету у Београду, по природи систематичан, радан и упоран, убрзо је постао један од истакнутијих бораца и руководилаца напредног студентског покрета у Београду. У Савез комунистичке омладине Југославије (СКОЈ) је примљен 1933, а у Комунистичку партију Југославије (КПЈ) 1935. године, као већ истакнути студентски активист.
Средином тридесетих година, студенти Београдског универзитета били су покретачи и организатори бројних политичких акција у граду и на Универзитету. Влаховић је већ тада био један од истакнутих организатора и руководилаца борбе београдских студената за аутономију Универзитета, слободу науке и културе, против националистичких удружења и полицијске страховладе, за демократске слободе и друштвени напредак земље. Био је члан од оснивања, а од 1935. до јула 1936. године, и председник Акционог одбора стручних студентских удружења на Београдском универзитету, и један од најистакнутијих организатора и руководилаца великих студентских штрајкова (фебруара 1935. и 4. априла 1936) у Београду. Због тога је хапшен и интерниран у концентрациони логор у Вишеграду (14. фебруара до 20. марта 1935) и искључен с Универзитета за 1935/1936. годину. Пре и у току штрајкова путовао је у Загреб и Љубљану због координације заједничке акције студената ова три велика универзитета против тадашњег режима.
Заједно с Лолом Рибаром учествовао је у формирању акционих комитета и у припремама југословенске студентске делегације за Светски омладински конгрес у Женеви, одржан у јесен 1936. године.
Половином 1936. године, по одлуци партијског руководства на Универзитету, да би избегао хапшење, отпутовао је у Праг, где се одмах укључио у рад партијске организације југословенских студената у овом граду, и убрзо изабран за заменика секретара партијске организације.

### Шпански грађански рат
Учествовао је у Шпанском грађанском рату, као борац Интернационалних бригада. Крајем јануара 1937. године, с групом од 26 југословенских студената, из Прага се илегално, преко Париза, пребацио у Шпанију. Из првих дана његова боравка у Шпанији потиче и његово познато писмо студентима Београдског универзитета, у коме их позива на акцију давања свестране помоћи шпанском народу у борби за његову слободу.
У Шпанији се борио у Балканском интернационалном батаљону „Димитров“ и „почео да полаже испите из велике лекције историје“, како је он сам називао борбу за Шпанску републику. Убрзо после доласка у Шпанију, у бици на Марами, 14. фебруара 1937. тешко је рањен у ногу.
У Шпанији је био борац с пушком у руци и вршио низ одговорних дужности у Интернационалним бригадама. Најприје је радио у кадровској секцији Базе Интернационалних бригада у Албасетеу, а затим је био помоћник начелника за кадрове Балканске интернационалне бригаде. После тога је радио у Комесаријату Интернационалних бригада у Мадриду и Барселони, а затим у Центру за евакуацију бораца Интернационалних бригада у С'Агара. У другој половини 1937. године, после смрти Благоја Паровића, извесно време је био и уредник листа „Димитровац“. Последња функција у Шпанској републиканској армији била му је политички комесар батаљона.
После преласка у Париз, од Централног комитета КПЈ добио је задатак да организује технику и документа за илегални и легални повратак у земљу југословенских добровољаца из Шпанског грађанског рата. У Француској је деловао и као члан Партијског бироа неколико партијских ћелија у Паризу. У Паризу се први пут сусрео с другом Титом, и од тада је један од његових најближих сарадника и доследних следбеника. Док је боравио и радио у Паризу, изабран је 1939. године за члана ЦК СКОЈ-а. Октобра 1939. упућен је у Москву, као представник СКОЈ-а, у Комунистичку омладинску интернационалу (КИМ). У Москви је наставио студије на московском Техничком факултету и радио у органима КИМ, као представник СКОЈ-а, а 1942. и 1943. године, до расформирања, као секретар КИМ. Поред рада у КИМ, био и представник КПЈ у Коминтерни до њеног распуштања, 1943. године.

### Народноослободилачка борба
Априлски рат и окупација Краљевине Југославије 1941. године затекли су га у Москви. Влаховић је тада појачао рад на везама југословенских комуниста и грађана с домовином и радио на популаризацији Народноослободилачког покрета Југославије.
По задатку ЦК КПЈ и Врховног штаба НОПОЈ, у Москви је, 11. новембра 1941. године, организовао с Ђуром Салајем радио-станицу „Слободна Југославија“, преко које је у свет продирала истина о борби народа Југославије против окупатора и домаћих издајника. Одржавао је везу с Врховним штабом и добивао извештаје из земље, припремао емисије за радио-станицу, писао у совјетској штампи и држао предавања студентима, радницима и совјетским грађанима о ослободилачкој борби југословенских народа. Старао се да радио-вести „Слободна Југославија“ и добијени извештаји из земље буду емитовани на више страних језика и језицима југословенских народа.
У Југославију се вратио крајем 1944. године, и преузео дужност начелника Управе за агитацију и пропаганду Централног комитета Комунистичке партије Југославије.
Читава Вељкова породица је учествовала у Народноослободилачкој борби. Браћа Бранко и Душан, су погинули као високи војни руководиоци НОВЈ, а сестра Дуња и брат Мишо су носиоци Партизанске споменице 1941. И Вељкова мајка Мијојка је такође била активни учесник НОР-а.

### Послератни период
После ослобођења земље, обављао је најодговорније партијске и државне дужности: 
- потпредседник Већа народа у Народној скупштини ФНРЈ,
- председник Одбора за просвету Савезног извршног већа (СИВ),
- председник Спољнополитичког одбора Народне скупштине ФНРЈ,
- заменик министра иностраних послова ФНРЈ, од 1951. до 1952. и
- директор листа „Борба“ (1953).

Био је члан (1950) и шеф југословенске делегације на заседању Генералне скупштине Организације уједињених нација и члан југословенске делегације на Првој конференцији шефова држава или влада несврстаних земаља у Београду, септембра 1961. године.
За члана Централног комитета КПЈ (СКЈ) биран је од Петог до Десетог конгреса. Од Седмог конгреса СКЈ члан је Извршног комитета, а од Осмог конгреса до Шестог пленума Централног комитета био је један од секретара ЦК СКЈ. На Деветом и Десетом конгресу биран је за члана Председништва ЦК СКЈ. Био је и председник Градске конференције Савеза комуниста Београда, од марта 1968. до марта 1970. године.
Био је члан Извршног одбора и члан Председништва ССРН Југославије (до јуна 1966), председник Комисије за међународне везе ССРНЈ, члан Централног одбора СУБНОР-а Југославије, председник Централног одбора Савеза ратних војних инвалида Југославије (до октобра 1965) и члан Управе Удружења шпанских бораца Југославије.
Био је члан Савета федерације и имао чин резервног генерал-мајора ЈНА.
У време свог богатог политичког рада, Влаховић се бавио општеполитичким и идеолошко-теоријским питањима марксизма-лењинизма. Објавио је више текстова и студија о развоју и улози СКЈ у социјалистичком самоуправном друштву и другим питањима. За његову стваралачку мисао везани су многи документи Комунистичке партије у чијој је изради учествовао, као што је Програм Савеза комуниста Југославије и платформа за Десети конгрес СКЈ. Био је веома цењен као саборац и друг, као изузетно скроман, принципијелан и доследан борац за социјализам.
Преминуо је 7. марта 1975. у Женеви. Сахрањен је у Алеји заслужних грађана на Новом гробљу у Београду.
Носилац је Партизанске споменице 1941. и других високих југословенских одликовања, међу којима су — Орден југословенске велике звезде, Орден јунака социјалистичког рада, Орден народног ослобођења, Орден Републике са златним венцем, Орден заслуга за народ са златном звездом и Орден братства и јединства са златним венцем. Носилац је и иностраних одликовања, попут совјетског Ордена Лењина, шпанског републиканског Ордена ослобођења, мађарског Ордена заставе, Ордена пољске обнове и других. Орденом народног хероја одликован је 27. новембра 1953. године.

## Галерија
- Бранко Крсмановић и Вељко Влаховић у Шпанији, 1937.
- Вељко Влаховић (лежи у средини) са групом југословенских рањеника на опоравку, 1937.
- Вељко Влаховић (у средини седи) са друговима у Шпанији, 1938.
- Влаховић (крајњи ред) са групом шпанских бораца у Љубљани, 1958.
- Посета Вељка Влаховића Индонезији и председнику Сукарну
- Вељко Влаховић, 1964.
- Вељко Влаховић у време студентских демонстрација у Београду, 1968.
- Вељко Влаховић (други здесна) на седници Савета народне одбране на Брионима, 1970.
- Партизанска споменица 1941.
- Орден народног хероја